# Winogrono (album)
Winogrono – wydany w 2004 nakładem wydawnictwa Black Bottle Records piąty album zespołu Atrakcyjny Kazimierz. Album składa się z dwóch części, studyjnej oraz koncertowej.
Studio – 11 premierowych utworów. Michał Czerw – realizacja nagrań. Jacek Bryndal, Michał Czerw – produkcja. Mieczysław Watza – manager. Tomasz Lorek – organizacja. Płytę nagrano w studio Polskiego Radia PiK w Bydgoszczy wiosną 2002 roku.
Live – Akustyczny koncert „Atrakcyjny Kazimierz bez prądu” został zarejestrowany w Warszawie, w klubie Akwarium, w dniu 6 marca 1993. 

## Lista utworów
źródło
1. „To wszystko zrobię” – 3:53
2. „Gdy nie ma mnie” – 3:50
3. „Firma, firma” – 4:01
4. „Kiedy mnie kochać przestaniesz” – 5:22
5. „Winogrono” – 4:03
6. „Nie jest dla mnie ta dziewczyna” – 4:53
7. „Z dobrego domu” – 3:06
8. „Koleje” – 3:13
9. „Kurtka ze skóry i adidasy” – 2:44
10. „Mamo puść ją pod namiot” – 3:19
11. „Wszystko mnie wkurza” – 4:25

Live
1. „Otyłość” – 3:46
2. „Stanisław Gołąb” – 3:53
3. „Gwałcą” – 4:50
4. „Dziewczyna, którą kochałem” – 3:20
5. „Jako mąż i nie mąż” – 4:07
6. „Magia radia” – 5:44

## Twórcy
źródło
- Jacek Bryndal – śpiew, gitara, syntezator
- Andrzej Kraiński – gitary, śpiew
- Piotr Warszewski – gitara basowa
- Dariusz Łukaszewski – perkusja
- Andrzej Gulczyński – instrumenty klawiszowe
- Rafał Tadeusz Bryndal – teksty

gościnnie
- Iwona Ruszkowska – śpiew
- Zbigniew Gondek – saksofon
- Dominika Bryndal – chórki

Koncert w Klubie Akwarium
- Jacek Bryndal – śpiew, gitara
- Kayah – śpiew
- José Torres – instrumenty perkusyjne
- Jacek Rodziewicz – saksofon barytonowy
- Piotr Warszewski – gitara basowa
- Sławomir Ciesielski – perkusja
- Zbigniew Krzywański – gitara